# Poliaminy

putrescyna

kadaweryna

spermidyna

spermina

Poliaminy, poliaminy alifatyczne (PA) – związki organiczne o małej masie molowej, mające w swojej strukturze co najmniej dwie grupy aminowe −NH
2. Część z nich występuje w komórkach zwierząt (w tym ludzi), roślin i bakterii i zaliczane są do amin biogennych np. kadaweryna, putrescyna, spermidyna. Poliaminy biorą udział w wielu biochemicznych procesach komórkowych, znajdując się w centrum przemian azotowych. Część badaczy przypisuje im rolę hormonów roślinnych i koenzymów.
W większych stężeniach występują w rozkładającej się materii organicznej, stąd nadano im nazwę "trupich jadów" (ptomainy). Dawniej uważano, że odpowiadają za toksyczność takiej materii, jednak w rzeczywistości odpowiadają za nią toksyczne produkty metabolizmu bakterii, zaś toksyczność samych poliamin jest umiarkowana, np. LD50 putrescyny wynosi 740 mg/kg dla szczura przy doustnym podaniu.

## Fizjologiczna rola poliamin
Wysoki poziom poliamin występuje w tkankach charakteryzujących się wysoką intensywnością podziałów komórkowych. Najwyższy poziom obserwowano w komórkach pod koniec fazy G1. Prawdopodobnie związki te są niezbędne podczas replikacji DNA. Zarówno mutanty niemające zdolności syntezy poliamin, jak i rośliny potraktowane inhibitorami syntezy poliamin wykazują zahamowanie rozwoju. Poza wpływem na cykl komórkowy stwierdzono również udział PA reakcji na stres, starzeniu oraz regulacji tempa wzrostu i różnicowania się komórek.
Znaczne ilości PA występują w organach młodych, a dodanie poliamin egzogennych może hamować starzenie się organów roślin. Stwierdzono również zaburzenia w morfogenezie u mutantów z defektami szlaków syntezy PA.
Synteza poliamin u roślin wyższych może przebiegać przy udziale dekarboksylazy argininy (ADC) albo dekarboksylazy ornityny (ODC), u niektórych roślin np. Arabidopsis thaliana występuje jedynie szlak ADC. Dla odmiany u większości grzybów stwierdzono występowanie jedynie szlaku ODC, jednak u niektórych gatunków grzybów patogennych dla roślin występują obie drogi syntezy PA.